# Eecke

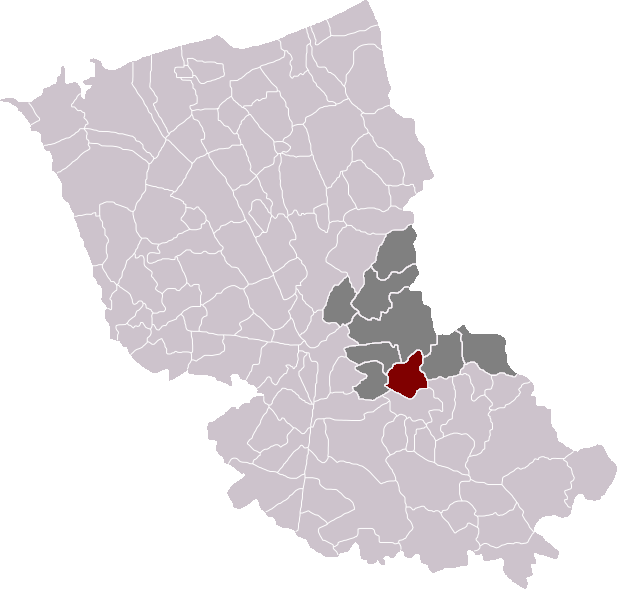
Localització d'Eecke

Eecke (en neerlandès Eke, en flamenc occidental Eecke) és un municipi francès, situat a la regió dels Alts de França, al departament del Nord, que forma part de la Westhoek. L'any 2006 tenia 1.128 habitants. Limita al nord-oest amb Terdeghem, al nord amb Steenvoorde, al nord-est amb Godewaersvelde, a l'oest amb Saint-Sylvestre-Cappel, a l'est amb Flêtre i al sud amb Caëstre.

## Demografia
| Evolució de la població |       |       |       |       |       |       |       |       |
| 1793                    | 1800  | 1806  | 1821  | 1831  | 1836  | 1841  | 1846  | 1851  |
| 1 317                   | 1 380 | 1 429 | 1 345 | 1 144 | 1 215 | 1 218 | 1 193 | 1 188 |

| 1856  | 1861  | 1866  | 1872  | 1876  | 1881  | 1886  | 1891  | 1896  |
| ----- | ----- | ----- | ----- | ----- | ----- | ----- | ----- | ----- |
| 1 130 | 1 116 | 1 131 | 1 200 | 1 222 | 1 182 | 1 172 | 1 163 | 1 192 |

| 1901  | 1906  | 1911  | 1921  | 1926  | 1931 | 1936 | 1946 | 1954 |
| ----- | ----- | ----- | ----- | ----- | ---- | ---- | ---- | ---- |
| 1 123 | 1 129 | 1 049 | 1 052 | 1 008 | 928  | 923  | 867  | 860  |

| 1962 | 1968 | 1975 | 1982 | 1990 | 1999 | 2006 | 2011 | 2016 |
| ---- | ---- | ---- | ---- | ---- | ---- | ---- | ---- | ---- |
| 837  | 790  | 681  | 789  | 804  | 871  | -    | -    | -    |

| 2019 | - | - | - | - | - | - | - | - |
| ---- | - | - | - | - | - | - | - | - |
| -    | - | - | - | - | - | - | - | - |

## Administració
| Període   | Identitat      | Partit |
| --------- | -------------- | ------ |
| 1966-1995 | Paul Delmaere  |        |
| 1995-2001 | Yves Carton    |        |
| 2001-2008 | Marc Delbaere  |        |
| 2008-     | Robert Leconte |        |

## Agermanaments
- Eiken (Argòvia)
- Eke, secció del municipi de Nazareth